# Laaksolahti
Laaksolahti (en suédois : Dalsvik) est au quartier de la ville d'Espoo en Finlande.

## Description
Laaksolahti est une ancienne zone de villas. Les quartiers voisins sont Viherlaakso, Karakallio. 
La route royale passe par Pitkäjärvi.